# Goniodoris meracula
Goniodoris meracula Burn, 1958 è un mollusco nudibranchio della famiglia Goniodorididae.
L'epiteto specifico deriva dal latino meraculus, che significa "abbastanza puro".

## Distribuzione e habitat
Al largo delle coste australiane del Nuovo Galles del Sud.